# خوان أندريس رودريغيز
خوان أندريس رودريغيز هو رسام كوبي، ولد في 1930 في سانكتي سبريتوس في كوبا، وتوفي في 1995.